# روبرت الكسندر أندرسون (ملحن)
روبرت الكسندر أندرسون (بالإنجليزية: Robert Alexander Anderson)‏ هو ملحن أمريكي، ولد في 6 يونيو 1894، وتوفي في 1995.

## وصلات خارجية
- روبرت الكسندر أندرسون على موقع ميوزك برينز (الإنجليزية)
- روبرت الكسندر أندرسون على موقع أول ميوزيك (الإنجليزية)
- روبرت الكسندر أندرسون على موقع أول ميوزيك (الإنجليزية)
- روبرت الكسندر أندرسون على موقع ديسكوغز (الإنجليزية)
- روبرت الكسندر أندرسون على موقع ديسكوغز (الإنجليزية)